# II edició dels Premis Sur
Els guanyadors de la 2a edició dels Premis Sur que van ser lliurats en la cerimònia realitzada el 3 de desembre de 2007 a l'Hotel Four Seasons de la ciutat de Buenos Aires són els següents:

## Premiats
- Millor Pel·lícula de Ficció: XXY de Lucía Puenzo
- Millor Pel·lícula Documental: Argentina Latente de Pino Solanas i Cocalero d'Alejandro Landes
- Millor Opera Prima: XXY de Lucía Puenzo
- Millor Direcció: Lucía Puenzo per XXY
- Millor Actriu Protagonista: Carolina Peleritti per ¿Quién dice que es fácil?
- Millor Actor Protagonista: Julio Chávez per El otro
- Millor Actriu de Repartiment: Lidia Catalano per ¿Quién dice que es fácil?
- Millor Actor de Repartiment: Martín Piroyansky per XXY
- Millor Actriu Revelació: Inés Efron peor XXY
- Millor Actor Revelació: Daniel Rabinovich per ¿Quién dice que es fácil?
- Millor Guió Original: Pablo Solarz per ¿Quién dice que es fácil?
- Millor Guió Adaptat: Lucía Puenzo per XXY
- Millor Fotografia: Marcelo Camorino per La señal
- Millor Muntatge: Pablo Barbieri per La Antena
- Millor Direcció aratística: Daniel Gimelberg per La Antena
- Millor Disseny de Vestuari: Beatriz Di Benedetto per La señal
- Millor Música Original: Andrés Goldstein i Daniel Terrab per La señal
- Millor So: José Luis Díaz per La Antena
- Millor Pel·lícula Extranjera: La vida dels altres de Florian Henckel von Donnersmarck